# 尹湘雲
尹湘雲（2001年11月20日—）為臺灣女子籃球運動員，場上位置為控球后卫。尹湘雲的父親是雲南人，尹湘雲最初就讀新和國小，四年級因為父親的工作關係轉學至古亭國小，六年級打臺北市教育盃時被民族國中女籃教練許秀勉網羅。就讀陽明高中三年都在正選12人名單當中，2019年12月對上永仁高中的比賽，身高152公分、該屆高中籃球聯賽女子組最矮的尹湘雲繳出18分、17籃板、6助攻、2抄截的表現，個人摘下將近團隊一半的籃板數量。高中三年總計出賽40場，場均成績為8.6分、6.3籃板、4.5助攻、3.3抄截。大學進入北市大就讀。
陳力行與陳力生的媽媽是尹湘雲的表姐。

## 外部連結
- 尹湘雲在Eurobasket.com（球員）（英语）